# Marie Gauthier
 (juillet 2025).
Marie Gauthier, née à Annecy, est une écrivaine française.
En 2019, elle remporte le Prix Goncourt du premier roman pour Court vêtue.

## Biographie
Née à Annecy (Haute-Savoie), Marie Gauthier entre en littérature avec son roman Court vêtue, racontant l'histoire d'un adolescent fasciné par une jeune fille, en janvier 2019. Quelques mois plus tard, elle reçoit pour ce livre le Prix Goncourt du premier roman.

## Publication
- 2019 : Court vêtue, éditions Gallimard